# Saturnino (usurpador romano)
Saturnino (em latim: Saturninus) foi oficial e então usurpador romano contra Galiano (r. 253–268), um dos Trinta Tiranos da História Augusta. Provavelmente foi inventado.

## Vida
Saturnino é mencionado apenas na História Augusta, na qual é descrito como o melhor dos duques do imperador Galiano (r. 253–268). Diz-se que foi proclamado imperador pelas tropas, mas foi morto por elas pouco depois por sua severidade extrema. Tal como Celso e Trebeliano, outros dois usurpadores citados na História Augusta como os Trinta Tiranos, Saturnino provavelmente é uma personagem ficcional; os autores da PIRT consideram a possibilidade dele ter existido.